# 日本エアロフォージ
日本エアロフォージ株式会社（にほんえあろふぉーじ、Japan Aeroforge, Ltd.）は岡山県倉敷市に本社を置く航空機、発電プラント向け大型鍛造品などの製造を行う株式会社である。略称はJフォージ。

## 概要
航空機産業は成長が期待される分野で、日本の産業界で強化すべき先端産業に位置づけられている。国内重工メーカーは、航空機産業に熱心に取り組み、国際共同開発の中で生産拡大を図っている。競合を抑えつつ事業拡大するには、素材メーカーも含めて国内の航空機産業全体の大幅な競争力強化が必要である。
このような状況の中、国内重工メーカー、素材メーカーで構成する研究会にて、航空機産業の技術力とコスト競争力強化などについて検討を重ねた。その結果、機体やエンジンの製造において、素材加工に優れているが、素材加工に必要な大型プレス機が国内に存在せず、加工前工程を海外業者に依存しせざるを得ないため、安定確保やコスト等に課題があった。大型プレス機の導入により、国際競争力ある事業の実施につながるという結論に達した。
2011年1月、日立金属、神戸製鋼所、IHI、川崎重工業の4社の出資でJフォージを設立し、大型鍛造品製造に向けた準備を開始した。同年3月、伊藤忠丸紅鉄鋼、双日エアロスペースが参加。
Jフォージは国内初、世界中でも有数の大きさである5万トン級の最新鋭大型鍛造プレスを導入し、これまで不可能だった大型鍛造品を製造する。今後の需要拡大が見込まれるチタン・ニッケルなどの大型鍛造品の国内での安定生産が可能となるとともに、製造過程で発生する加工屑等を高効率で再生利用する仕組みを整え、レアメタル使用量の削減、コスト競争力向上につなげる。将来的には海外メーカーにも鍛造品を供給し、世界需要に対応する予定である。
2013年4月、工場が稼働開始。発電タービンのブレードや航空機用機体部品、着陸脚部品、エンジン部品の量産を行う。技術の蓄積によりジェットエンジン用ディスク、機体用チタン大型フレームなどを製造できるようになっている。
2019年12月、航空宇宙・防衛部品製造において、世界的に統一した基準による特殊工程管理を実施することで、全てのサプライヤーの品質を維持することを目的とした認証プログラムであるNADCAP(金属材料製造)の認証を日本で初めて取得した。